# Персијски залив
Персијски залив је део Индијског океана. Раздваја Иран од Арабијског полуострва и има површину од 233.000 km². Дуг је 989 km, има просечну дубину од 50 метара и највећу дубину од 90 метара. На истоку долази у контакт са Оманским заливом преко Ормуског мореуза. Земље које излазе на њега су: Иран, Ирак, Кувајт, Саудијска Арабија, Бахреин, Катар и Уједињени Арапски Емирати.
Историја Персијског залива је одувек била узбуркана сукобима који су смањили његов значај у вези између истока и запада, и учинили да Црвено море постане главни пут. У шеснаестом веку залив је дошао под португалску контролу, који су га затим уступили Енглезима који су задржали контролу све до Другог светског рата и стварања Уједињених Арапских Емирата. У скорашње време се одиграло више конфликта: Иранско-ирачки рат од 1980-88, Заливски рат 1990-91 и америчка инвазија Ирака 2003.
Персијски залив и његове обале имају највеће светске резерве нафте, Ал-Сафанија је највеће светско офшор нафтно поље.
Персијски залив је смештен у југозападној Азији укљештен између данашњег Ирана (Персије) и Арабијског полуострва. Представља најсевернији огранак Индијског океана. Био је центар збивања у осмогодишњем рату вођеном између Ирана и Ирака (од 1980. до 1988. године). Овај рат познат је такође и као Први заливски рат који је настао као последица ранијих граничних сукоба. Други заливски рат вођен је између Ирака и Кувајта између 1990. и 1991. године.
Залив има велики број ловишта, као и простране коралне гребене . Обална насеља су све до 1970. године била усмерена на рибарство и вађење бисера, када је нафта преузела водећу улогу и од њих направила међународне луке и светске туристичке центре. Индустријализација и изливање нафте током ратова довели су до нарушавања екологије у овом региону.
Историјски и међународно познат као Персијски залив, ову водену површину већина арапских земаља зове Арапски залив или само Залив иако ова два назива нису међународно призната. Име Залив Ирана или Персијски залив је име које је признато од стране Међународне хидрографске организације (IHO).

## Географија
Ово полузатворено море површине 251 000 km² на југозападу запљускује Арабијско полуострво, на северозападу Месопотамију, а на истоку Иранску висораван. Персијски залив дугачак је 989 km. Његову северну обалу углавном чини Иран а јужну Саудијска Арабија. Његов најужи део је мореуз Хормуз који је широк 56 km. Овај залив је веома плитак, његова максимална дубина износи 90 метара, док је просечна 50 метара.
Земље које излазе на Персијски залив су, почев од севера, Иран, затим Оман, Уједињени Арапски Емирати, Саудијска Арабија, Катар, Бахреин, и на северозападу Кувајт и Ирак. Ове земље су такође познате и под једним заједничким називом - арапске земље Персијског залива, односно заливске земље.
Персијски залив и његове приобалне области представљају изузетно богату геолошку регију. Садржи између 55% и 68% укупних светских залиха нафте, односно 40% залиха природног гаса. У њему се налази и највеће светско офшор нафтно поље - Сафанија, које садржи 37 милијарди барела нафте. Енергетика је једна од главних ствари која уједињује заливске земље. У 2002. години Бахреин, Иран, Ирак, Кувајт, Катар, Саудијска Арабија и Уједињени Арапски Емирати произвели су око 25% светске нафте, што је приближно две трећине светских резерви, и око 35% светских резерви гаса. Према проценама Међународног монетарног фонда из 2010. године, приходи од нафте и гаса чине 61% удела у ирачком, 52% у катарском, 37% у кувајтском, 34% у оманском, 28% у саудијском, 22% у емиратском, 13% у бахреинском и 8% у иранском БДП-у.

### Острва
У Персијском заливу се налази велики број малих острва. Бахреин је једно од њих, а самим тим је и заливска земља. Највеће од острва у заливу је острво Кешм, које је смештено у Хормузу и припада Ирану. Друга значајна острва су Велики Тунб, Мали Тунб и Киш, који су под управом Ирана, затим Бубијан који је под управом Кувајта, Тарут под управом Саудијске Арабије, и Далма под управом Уједињених Арапских Емирата. Последњих година дошло је до појаве стварања вештачких острва од стране неких арапских држава. Уједињени Арапски Емирати су правили вештачка острва како би створили несвакидашње туристичке атракције и тиме привукли туристе. Иако изузетно мала, ова острва су имала негативан утицај на шуме мангрове на којима су изграђена често изазивајући еколошке проблеме. Острва Персијског залива су кроз историју такође играла и значајну улогу у трговини великих колонијалних сила какве су Велика Британија и Португалија. Највеће полуострво Персијског залива је држава Катар, са својом површином од 11 500 km². Протеже се 160 km према северу затварајући Бахреински залив, односно његов јужни огранак познатији као Салвашки залив. Већи део обале Персијског залива је пешчаног састава и благог нагиба што је последица деловања плиме и осеке. Она укључује и северну пешчану обалу уз Месопотамију, односно мочварна подручја у Хорасанском каналу између Кешма и копна.

### Биологија и екологија
Живи свет у Персијском заливу је веома разнолик, а због својих географских карактеристика и релативне изолације од отвореног мора, јединствен. Овај залив је станиште великог броја највеличанственијих врста биљака и животиња, од којих су неке изложене озбиљној опасности од изумирања. У њему има корала, риба, затим дугонга и китова као и многих других биљних и животињских врста које су међусобно повезане и зависе једне од других. Одличан пример ове симбиозе јесу шуме мангрова којима је за раст неопходна комбинација слане и слатке воде. Оне су уточиште разним врстама ракова, риба и инсеката који представљају главни извор хране морским птицама.